# Русское бистро
Русское бистро́ — российская сеть быстрого питания. Открыта в 1995 году по инициативе правительства Москвы и при покровительстве мэра Москвы Юрия Лужкова. Сеть позиционировалась как «русский „Макдоналдс“». Закрыта в 2005 году.

## История
В 1995 году правительство Москвы и мэр Юрий Лужков открыли сеть «Русское бистро», которая позиционировалась как «русский „Макдоналдс“». Первоначально, по словам Лужкова, идея создания принадлежала главе департамента потребительского рынка Москвы (1993—2010) Владимиру Малышкову. Правительство Москвы продало 31% принадлежащих городу акций «Макдоналдса» и пустило выручку на инвестирование проекта. На запуск правительство выделило $ 7 млн. В момент создания сети в 1995 году самый большой пакет акций — 44,4% — принадлежал московскому правительству. 21% акций компании получил Игорь Малышков — сын Владимира Малышкова. Ока Хатоев, которому приписывают влияние в криминальном мире, числился совладельцем сети, наравне с ним 10% акций владел сын Аслана Усояна (Дед Хасан) Нодари Усоян. Супруга внука Деда Хасана приходится Хатоеву родной сестрой, она также владела 10% сети кафе.
Начиная с 1996 года Лужков выделил множество участков в Москве для строительства ларьков и павильонов для «Русского бистро». В развитии сети принимали участие основатели пищевой компании «Вимм-Билль-Данн», неоднократно получавшей помощь, в том числе и финансовую, от столичного правительства. В 1997 году по распоряжению Лужкова к развитию сети было привлечено государственное предприятие «Мосресторансервис». В 1997 году сеть получила от правительства Москвы места, которые занимали павильоны ОАО «Российские лотереи». В том же году на Москворецком пивоваренном заводе открылся цех по производству квасов и медовух для «Русского бистро». Линии по розливу напитков были закуплены при поддержке московского правительства. Пластиковую посуду и мебель поставляла компания супруги московского мэра Елены Батуриной «Интеко». В рекламе сети принимала участие актриса Наталья Андрейченко, после дегустации меню «Русского бистро» на Тверской заявившая, что «Лужкову за одно это надо при жизни памятник поставить». Юрий Лужков владел рядом патентов на продукцию «Русского бистро», включая патенты на пирожок полуоткрытый, расстегай и кулебяку.
Из-за августовских событий пострадали и русские бистро, и «Макдоналдс». Но «Макдоналдсу» легче. Центральное управление приняло решение: дать стабилизационный заем, беспроцентный, на несколько лет. У нас нет «дяди в Америке», который нам бы дал стабилизационный кредит. И у города нет денег.
К концу 1996 года в Москве было открыто 80 точек «Русского бистро». Компания тяжело перенесла кризис 1998 года. После кризиса Лужков требовал от владельцев новых торговых центров предоставить им площадь на фудкортах, однако к 1999 году количество кафе сократилось до около 40. В 2005 году у «Русского бистро» было 23 точки в Москве.
В 2000 году Следственный комитет при МВД возбудил уголовное дело о мошенничестве. В декабре 1996 года распоряжением правительства Москвы «Русскому бистро» выделили $1,5 млн на закупку оборудования для производства мучных изделий. В результате через год в Россию было ввезено бывшее в употреблении оборудование, демонтированное с цеха австрийской компании «Волосов Пирожок» (компания «Мара» Игоря Малышкова владела в ней 74%). Техника фирм Fritsch и Miwe не соответствовала спецификации, приложенной к грузовой таможенной декларации, и стоила не более $200 000. В 2002 году уголовное дело закрыто за отсутствием состава преступления.
Организаторы сети хотели на кафе очень быстро заработать и предложили в середине 90-х увеличить цены на меню, а я им в этом отказал. Мы не нашли золотой середины, которая бы устроила и московскую власть, и предпринимателей.
В 2005 году, перед закрытием, сеть пытались передать под управление ресторатора, совладельца группы «Арпиком» (развивавшей сети Goodman и «Колбасофф») Михаила Зельмана.
Начиная с 2016 года часть бывших объектов сети была признана самостроем и уничтожена в рамках массового сноса объектов торговли в Москве, известной в СМИ как «Ночь длинных ковшей».

## Меню
В меню сети входили традиционные блюда русской кухни: пирожки, кулебяки, борщ, окрошка, квас. Среди напитков в меню был алкоголь, включая водку. Позже, алкогольные напитки, ставшие причиной драк в заведении, были убраны. В 1997 году газета «Коммерсантъ» описывала меню как «скудное», критиковало размер порций и сообщала, что супы готовятся методом разведения порошка из импортных пакетов. 
В первые годы работы «Русское бистро» отличалось низкими ценами: обед с выпивкой стоил около 15 тысяч рублей, а в «Макдоналдсе» — больше 45 тысяч. Журнал «Огонёк» от 12 октября 1997 года сообщает, что один чизбургер в «Макдоналдсе» стоил дешевле, чем два небольших пирожка в «Бистро».